# 亞洲台自製高清節目列表
本列表列舉亞洲電視亞洲台播放中或經已播放完畢的各式自製節目。

## aTV高清頻道和前亞洲高清台時播放至現在的節目
| 首播日期 | 首播年份 | 狀態   | 節目名稱               | 主持                           | 官方網頁 | 備註 |
| 4月1日   | 2009年   | 已播畢 | Eva會客室              | 黎燕珊                         | 網頁     | 本部分為師奶你好嘢的其中一部分，此獨立環節曾在前高清頻道播放，同時屬於生活加油站的環節中一部分播出中，但2011年5月8日再次成為亞洲台一個獨立節目。 |
| 12月13日 | 2010年   | 已播畢 | 音樂全方位 (Music 120) | 戚黛黛、吳家寶、吳嘉星、顏子菲 |          | |
| 2月13日  | 2011年   | 已播畢 | 智醒智勁四方城         | 林敏驄、譚杏藍、陳綺雯         | 網頁     | 5月8日起與本港台同步播映 |
| 3月12日  | 2011年   | 已播畢 | 我要做特首             | 胡恩威                         | 網頁     | 5月7日起與本港台同步播映 |

## 2011年
| 首播日期 | 首播年份 | 狀態   | 節目名稱      | 主持                                   | 官方網頁 | 備註             |
| 5月2日   | 2011年   | 播放中 | 把酒當歌      | 劉瀾昌                                 | 網頁     | 與本港台同步播映 |
| 5月7日   | 2011年   | 已播畢 | 中華創意奇觀2 | 吳嘉星                                 | 網頁     | 與本港台同步播映 |
| 5月29日  | 2011年   | 已播畢 | ATV台慶勁唱會 | 林韋辰、鮑起靜、戚黛黛、梁慧恩、蔡梓銘 | 網頁     | 與本港台同步播映 |